# Nový Svet
Nový Svet (deutsch Neue Welt) ist eine kleine Gemeinde im Bratislavský kraj in der Westslowakei, die 2002 aus der Gemeinde Reca ausgegliedert wurde. Sie befindet sich im Donautiefland zwischen der Hauptstraße 62 und Bahnstrecke Bratislava–Budapest, 8 km östlich von Senec entfernt.
Die Siedlung wird zum ersten Mal 1871 erwähnt, wuchs eigentlich aber erst seit 1924, nach dem Parzellieren eines Gutes des Grafs Esterházy. In der Folge kamen Zuwanderer aus der Westslowakei um den Ort Kšinná herum, um  günstiges Land zu erwerben und bewirtschaften. Bis 1960 war die Gemeinde ein Ortsteil von Senec.

## Bevölkerung
| Jahr                | 1994 | 2004 | 2014     | 2024     |
| ------------------- | ---- | ---- | -------- | -------- |
| Anzahl der Personen | 0    | 59   | 86       | 101      |
| Unterschied         |      | –    | +45,76 % | +17,44 % |

| Jahr                | 2023 | 2024    |
| ------------------- | ---- | ------- |
| Anzahl der Personen | 102  | 101     |
| Unterschied         |      | −0,98 % |